# 김동민 (1994년)
김동민(한국 한자: 金東玟, 1994년 8월 16일 ~ )은 대한민국의 축구 선수로, 포지션은 수비수이다. 현 김포 FC 소속이다.

## 클럽 경력
2017시즌을 앞두고 인천 유나이티드에 입단했다.
2018년 7월 18일 수원 삼성 블루윙즈와의 경기에서 프로 데뷔골을 터뜨렸다. 하지만 이 경기에서 팀은 5-2로 패배했다.

## 기록
| 시즌 | 소속            | 경기 | 득점 | 도움 | 슈팅 | 유효슈팅 |
| ---- | --------------- | ---- | ---- | ---- | ---- | -------- |
| 2017 | 인천 유나이티드 | 13   | 0    | 0    | 7    |          |
| 2018 | 인천 유나이티드 | 17   | 1    | 0    | 10   | 2        |
| 2019 | 인천 유나이티드 | 23   | 0    | 0    | 0    |          |
| 2020 | 상주 상무       | 0    | 0    | 0    | 0    |          |
| 2021 | 김천 상무       | 8    | 0    | 0    | 0    |          |
| 2021 | 인천 유나이티드 | 1    | 0    | 0    | 0    |          |